# Dominique Lesage
Dominique Lesage (ur. 12 listopada 1951 w Nancy) – francuski producent filmowy, okazjonalnie aktor i reżyser reżyser sztuk teatralnych. Posiada polskie obywatelstwo od listopada 2008.

## Życiorys
Z wykształcenia inżynier budowlany. Absolwent wydziału budownictwa i architektury Narodowej Szkoły Sztuk Pięknych w Bordeaux.
Współpracował m.in. z Teatrem STU oraz Instytutem Francuskim w Krakowie, Królewskim Teatrem Flamandzkim, a także Comedie de Lorraine. Był współzałożycielem Europejskiego Instytutu Aktora. Od 1994 zatrudniony w telewizji Canal+, gdzie zajmował kierownicze stanowiska związane z rozwojem usług na polskim rynku, komunikacją oraz współpracą z władzami polskich i europejskich instytucji. Od stycznia 2007 do grudnia 2014 pełnił funkcję Dyrektora Wykonawczego Grupy TP ds. Komunikacji Korporacyjnej i Kontentu. Odpowiadał między innymi za rozwój usług telewizyjnych, filmowych i muzycznych. Założył wydział koprodukcji filmowej, który w ciągu ośmiu lat wsparł ok. 40 filmów, między innymi : Katyń, Generał Nil, Dzieci Ireny Sendlerowej, Obława, Wałęsa. Człowiek z nadziei, Jack Strong, Miasto 44, Bogowie.
Założyciel „Polskiej Fundacji im. Saint Exupery’ego”, wspierającej działalność szkół oraz hospicjów dla chorych dzieci.
Były przedstawiciel Francuskiej Izby Przemysłowo-Handlowej w Polsce, członek Zarządu Aeroklubu Warszawskiego oraz Izby Producentów Niezależnych. W 2005 został mianowany przez Ministra Kultury i Dziedzictwa Narodowego do Rady Polskiego Instytutu Sztuki Filmowej. Ponownie mianowany w 2014. W 2007 otrzymał nominację do Rady Doradców Handlu Zagranicznego Republiki Francuskiej (mianowany był przez francuskie Ministerstwo Gospodarki).
W wyborach do Parlamentu Europejskiego w 2009 bez powodzenia kandydował z listy Platformy Obywatelskiej w okręgu warszawskim.
Jest pasjonatem lotnictwa (posiada licencję pilota).
Odznaczony Narodowym Orderem Zasługi Republiki Francuskiej, w 2006 – Srebrnym Medalem „Zasłużony Kulturze Gloria Artis”, a w 2013 Krzyżem Kawalerskim Orderu Odrodzenia Polski.
Żonaty – żona Polka, syn Igor.

## Produkcje filmowe (koproducent)
- Hiszpanka (2015)
- Carte Blanche (2014)
- Bogowie (2014)
- Miasto 44 (2014)
- Jack Strong (2014)
- Obywatel (2014)
- Serce, serduszko (2014)
- Drogówka (2013)
- Podejrzani zakochani (2013)
- Bilet na Księżyc (2013)
- W ukryciu (2013)
- Ambassada (2013)
- Bez wstydu (2012)
- Obława (2012)
- Bejbi blues (2012)
- Wyjazd integracyjny (2011)
- Sztos 2 (2011)
- Różyczka (2010)
- Śniadanie do łóżka (2010)
- Trick (2010)
- Generał Nil (2009)
- Nigdy nie mów nigdy (2009)
- Miłość na wybiegu (2009)
- Headhunter (2009)
- Piksele (2009)
- Dzieci Ireny Sendlerowej (2009)
- Ile waży koń trojański? (2008)
- To nie tak, jak myślisz, kotku (2008)
- Mała wielka miłość (2008)
- Katyń (2007)